# Вилхелм IV фон Папенхайм
Вилхелм IV фон Папенхайм (на немски: Wilhelm IV von Pappenheim; * 4 февруари 1569; † 16 април 1621) е имперски наследствен маршал на Папенхайм в Бавария от линията Щюлинген и строител на „Горния дворец“ в Маркт Беролцхайм.
Той е вторият син на маршал Волфганг II фон Папенхайм (1535 – 1585) и съпругата му Магдалена фон Папенхайм († 24 юни 1602) от линията Папенхайм-Алесхайм, дъщеря на Кристоф фон Папенхайм Стари († 1562) и втората му съпруга Барбара Готцман († 1576). Майка му Магдалена фон Папенхайм се омъжва втори път 1590 г. за Кристоф Улрих фон Папенхайм (1546 – 1599). Брат е на бездетния Волфганг Кристоф (1567 – 1635).
Вилхелм IV фон Папенхайм следва, както брат му Волфганг Кристоф, в Алтдорф и Женеваи пътува често в чужбина, два пъти в Италия. Той умее да свири на музикални инструменти.
Братята разделят собствеността. Около 1600 г. Вилхелм IV фон Папенхайм построява „Горния дворец“ в Маркт Беролцхайм в Бавария, който през 1632 г. е разрушен, както и останалите селища, от императорската войска.
Вилхелм IV фон Папенхайм се жени 1602 г. за Еуфрозина фон Валенфелс. Бракът е бездетен. Той умира през 1621 г. и голяма част от богатство си завещава на брат си Волфганг Кристоф. Вилхелм е погребан в градската църква в Папенхайим. Неговият епитаф има следният надпис:
Anno Domini 1621 den 16. April, starb der Wohlgeborene Herr, Herr WILHELM, des Heiligen Römischen Reichs Erb-Marschall, Herr zu Pappenheim und Gräfenthal, auf Rotenstein, Calden und Berolsheim. Herr deine Augen sehen auf den Glauben! Jerem. V.
– M. Johann Alexander Döderlein: 